# Passiflora pittieri
Passiflora pittieri är en passionsblomsväxtart som beskrevs av Maxwell Tylden Masters. Passiflora pittieri ingår i släktet passionsblommor, och familjen passionsblomsväxter. Inga underarter finns listade i Catalogue of Life.

## Bildgalleri

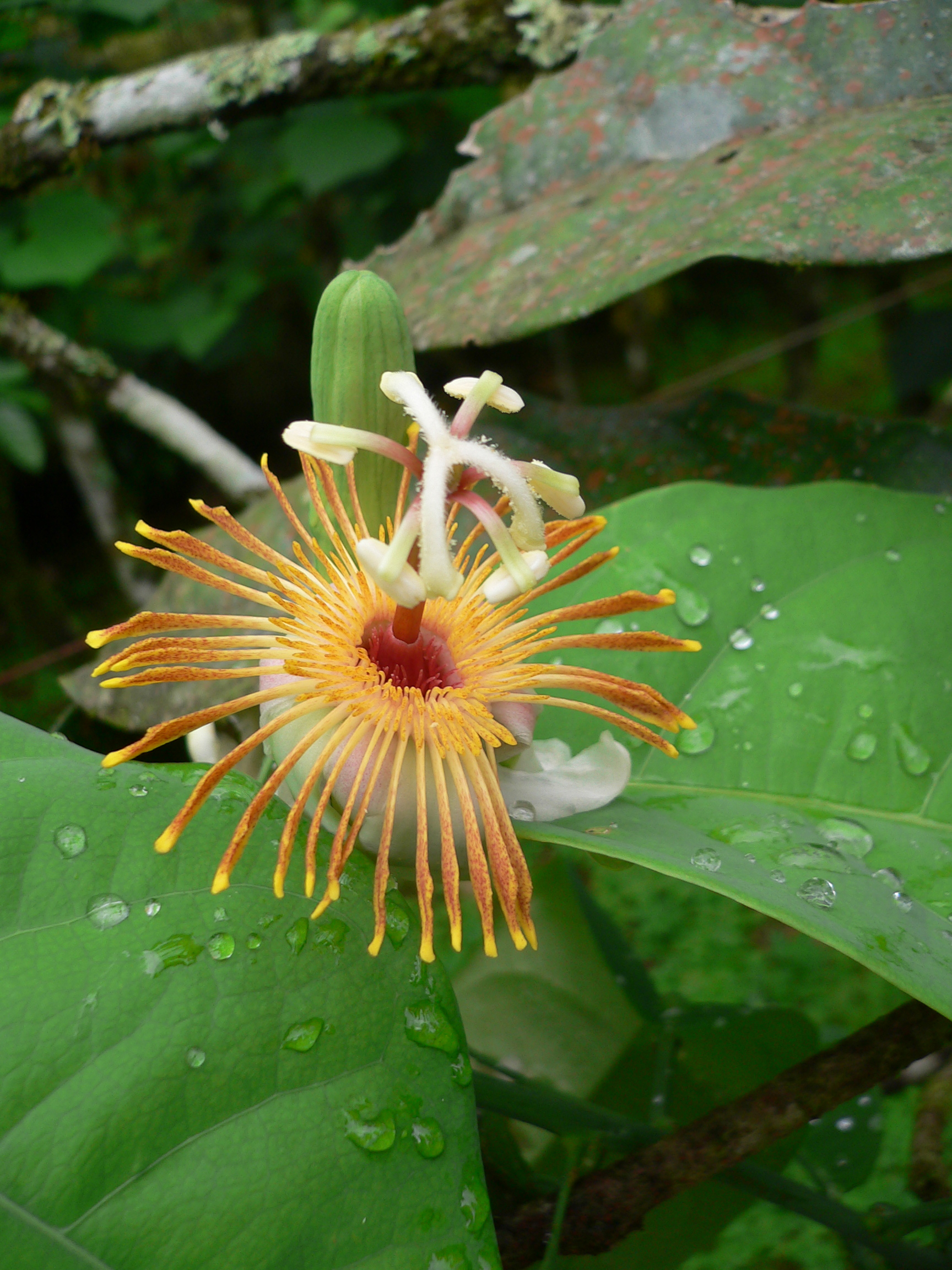